# Tragedia de Cuesta del Totoral
La tragedia de Cuesta del Totoral fue el mayor siniestro vial de un ómnibus de pasajeros de la Argentina. Ocurrió a la hora 22:00 (UTC-3) del domingo 15 de septiembre de 2002 sobre la Ruta Nacional 38, en la zona conocida como Cuesta del Totoral, en el departamento Paclín de la provincia de Catamarca.

## Pasajeros
El colectivo de la empresa Loyola Hermanos transportaba 73 personas, un número mayor a los 48 pasajeros permitidos en un coche de su tipo. Todas las personas a bordo eran oriundas de la localidad de Concepción (Tucumán) y habían realizado durante esa jornada una visita y procesión a la Virgen del Valle, en la capital catamarqueña.

## Siniestro
Cuando el contingente estaba de regreso hacia la localidad tucumana, circulaban por el tramo más sinuoso de la RN 38 y se encontraban ya a unos 70 km de la ciudad de San Fernando del Valle de Catamarca, y a pocos kilómetros del límite con la provincia de Tucumán. El colectivo era operado por Juan José Soberon y fue quien dio el alarma: "!Agárrense, que me quedé sin frenos!", les habría dicho a los pasajeros antes del suceso.
El pasaje se alarmó ante la advertencia y el ómnibus tomó una pendiente pronunciada, lo que hizo que tomara más velocidad. El chófer hacía maniobras peligrosas para la zona en la que circulaba. Al llegar a una curva pronunciada, encerrada entre la montaña y el barranco, el colectivero decidió cruzar al carril contrario y poder sortear esa curva.
Al realizar esta maniobra, se encuentra sorpresivamente con un camión de frente, que llegó a frenar, pero el colectivo no: en el intento de esquivar el vehículo, se coche se fue hacia un empinado barranco de más de 100 metros. Comenzó a caer de forma abrupta y a dar tumbos;  primero de punta, es decir, la parte trasera se levantó por sobre la frontal dejando el coche con las ruedas hacia arriba; y luego a rodar sobre sus costados, hasta ser detenido por la vegetación del lugar.
Un total de 47 personas perdieron la vida, y muchas de ellas de forma instantánea, entre ellos el chófer. Las víctimas se cuentan en 34 personas del sexo femenino y 14 masculinos, y de este total 4 eran menores de edad. Otras 25 resultaron con heridas de gravedades distintas, y mucho de ellos con serias secuelas físicas y psicológicas.
Los socorristas llegaron a los minutos, pero las tareas de rescate se vieron dificultadas por la geografía del terreno, la magnitud del hecho y la hora en la que ocurrió.

## Investigación y juicio
Cuando comenzó la investigación, se encontraron con una cadena de irresponsabilidades. La primera recayó sobre el dueño del colectivo siniestrado, Raúl Oyola, que fue acusado por homicidio culposo y cohecho, ya que el colectivo no cumplía con ninguna norma de seguridad y no estaba habilitado para circular.
La segunda, fue para dos policías del puesto fronterizo entre ambas provincias, acusados de cohecho. Existen testimonios que aseguran que Oyola sobornó al control policial para que permitieran el paso del ómnibus. Se habría visto obligado a utilizar ese recurso porque la unidad carecía de los permisos reglamentarios y de seguro, y no había sido sometida a control técnico. Además de la sobrecarga de pasajeros y donde habría dicho que llevaba el número de pasajeros permitidos, que en realidad eran de 48 personas.
La causa por la tragedia fue elevado a juicio oral y público en Tucumán, pero no hubo ninguna sentencia hacia los imputados.

## Nómina de fallecidos
- Salomé del Valle Morienega
- Mario Rubén Herrera
- Luis Lescano
- Aurora Carmen Isa
- Valentino del Águila García
- Francisco Antonio Alderete
- José Marcelo Carrizo
- Estela del Carmen Rodríguez de Palacios
- Agustín Facundo Reinoso Villafáñe
- Valeria Jaquelín Reinoso
- Toribia Antonia Olima
- Antonia del Carmen Brizuela
- Lucía Lastrina de Radino
- Ana María Andrada
- María Hortensia Garzón
- Sofía del Carmen Leguizamón
- Manuel de Reyes Zurita
- Delfina del Valle Ayosa
- Elida Beatriz Fernández
- Blas Nazareno Romero
- José Daniel Axel
- Rosa Andrea de Chaile
- Lilia Antonia del Valle Casares
- César Ezequiel Guanco
- Viviana del Valle Sánchez
- Ivana González
- Angélica Quinteros de Agüero
- Ramona Crecencia Moreno de Juárez
- María Delfina Moreno
- Juliana Vázquez de Villafáñez
- María José Carrizo
- Rosa Radino
- María del Carmen Fernández
- Josefa Jesús Nieva de Villafáñe
- Cristian Villafáñe
- Hortensia del Valle Medina de González
- Guillermina San Juan de Fernández
- Omar Doménech;
- María Amelia Maza
- Lidia del Valle Fernández
- Irma Yolanda Peralta
- Héctor Calvent
- Elsa del Carmen Toleso
- Mari Toledo de Calvenet
- Ruth Zurita

Además, hubo dos personas cuyas identidades jamás fueron identificadas.